# Королівська площа (Мюнхен)

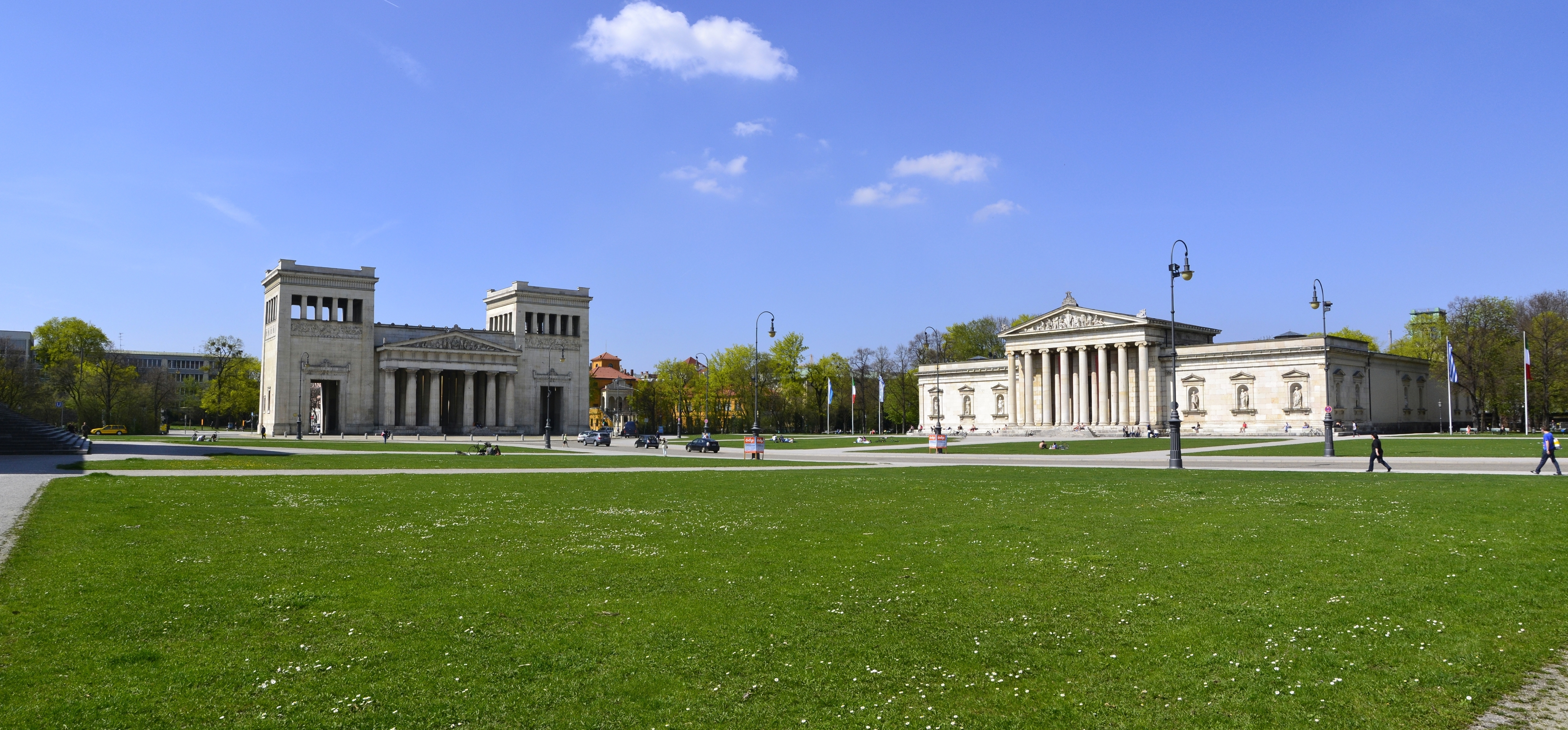
Пропілеї (зліва) та Гліптотека (справа) на Королівській площі

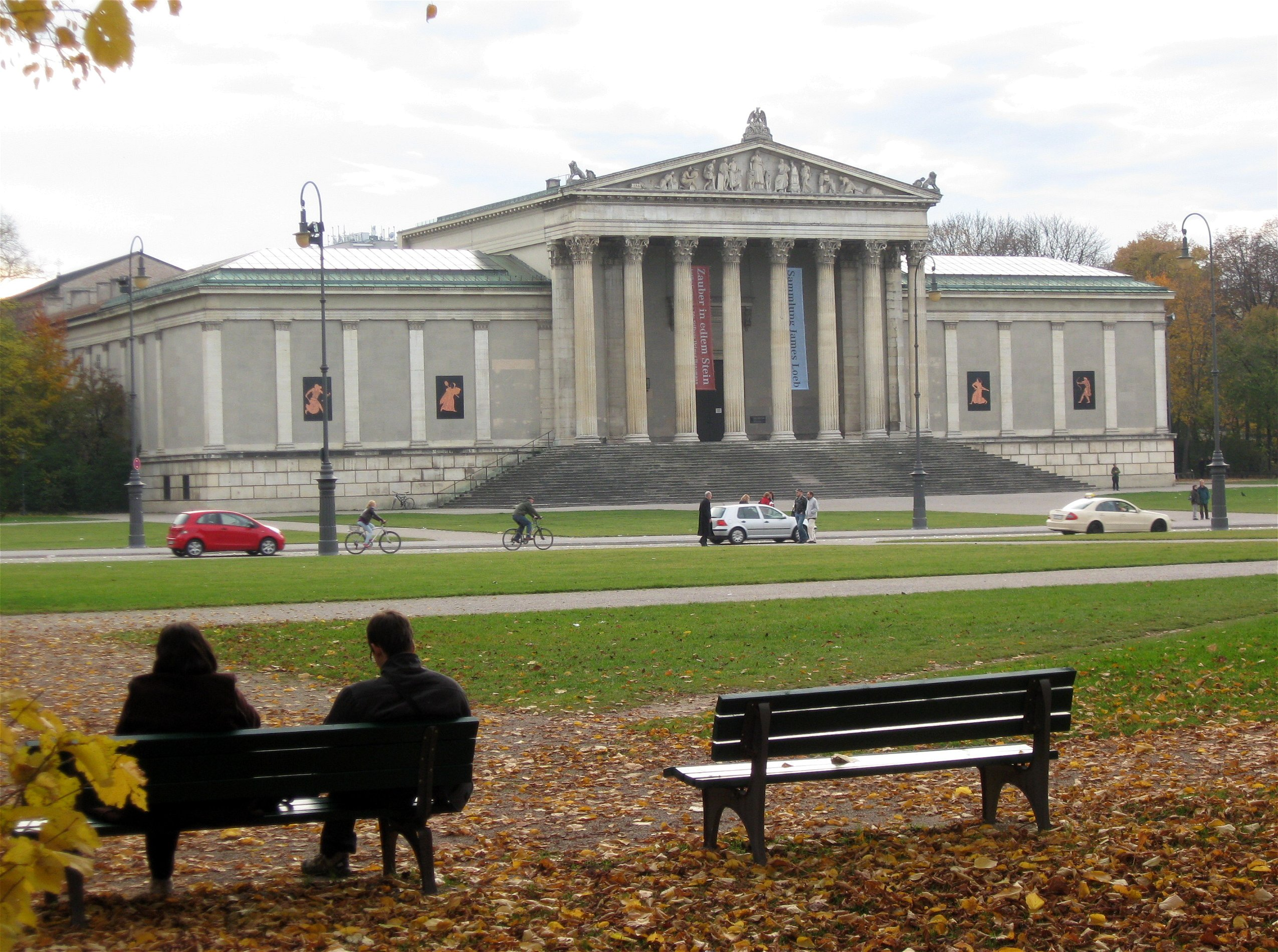
Державне античне зібрання

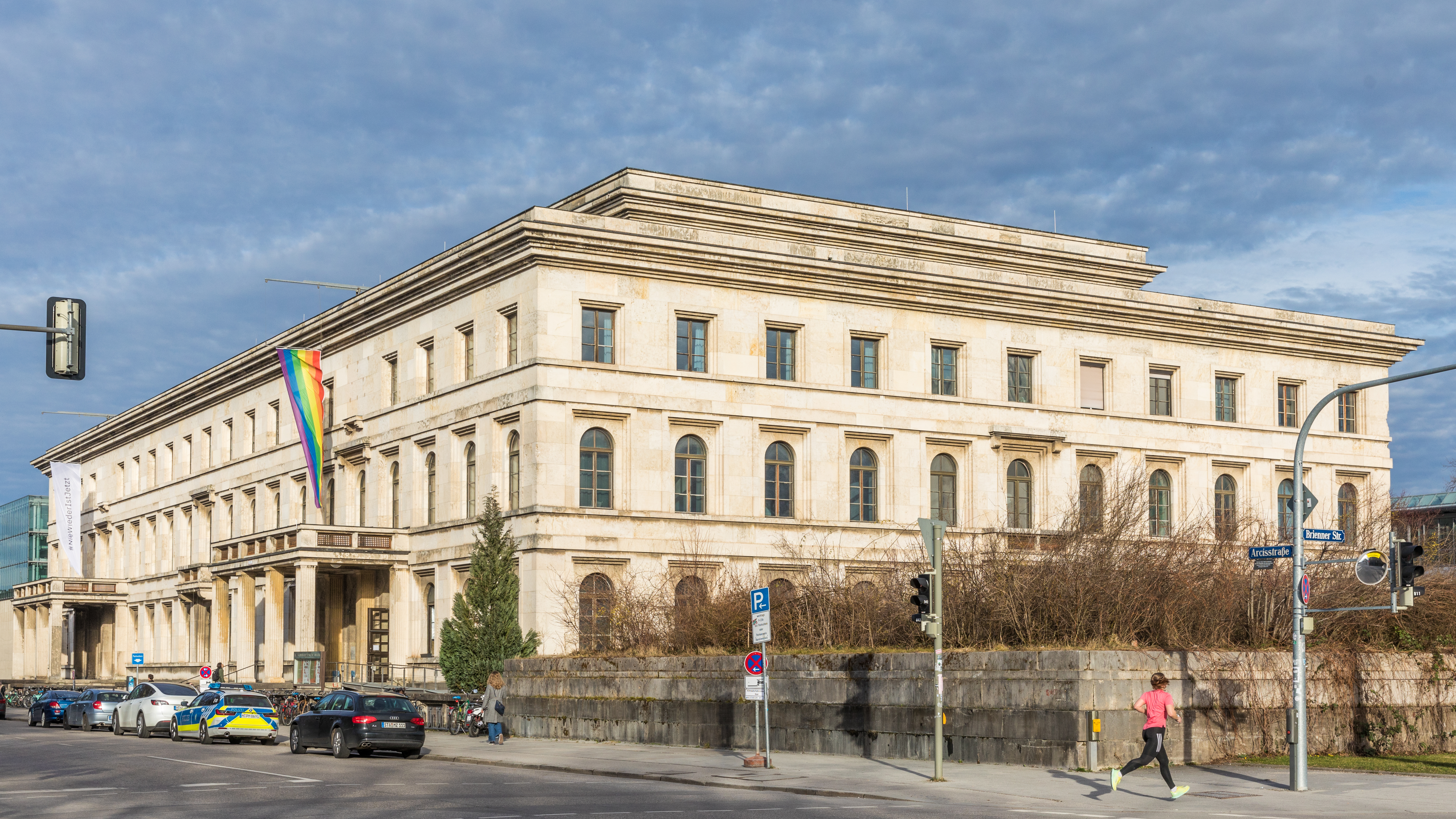
Будинок Фюрера (сьогодні — Мюнхенська вища школа музики і театру) у 2007 р.

Королівська площа (нім. Königsplatz) — площа у Мюнхені, Німеччина, побудована у стилі європейського неокласицизму у XIX ст., і сучасний центр культурного життя міста. Площа і територія довкола неї має назву Кунстареал — мюнхенський квартал галерей та музеїв.

## Архітектура
Площа була проектована як частина парадного бульвару Бріннерштрассе (нім. Brienner Straße) архітектором Карлом фон Фішером на замовлення короля Людвига І. Роботи були виконані під наглядом Лео фон Кленце. За модель площі Фішер взяв Акрополь в Афінах, а концепцією була класична строгість, оточена живою зеленню. Це було виразом поглядів на урбаністичне планування самого короля, який хотів бачити культурне життя, суспільні ідеали, католицтво, королівське управління та військових разом в оточенні зелені.
Кленце обмежив площу іонічною Гліптотекою (завершена 1816 року) та доричними Пропілеями (створені на відзнаку сходження на трон Оттона Грецького, завершені лише 1862 року). Коринфська будівля Державного античного зібрання була зведена вже Георгом Фрідріхом Цібландом; позаду неї розташоване Абатство Св. Боніфація, побудоване в візантійському стилі в той самий період і де похований Людвиг І. 
Будинок Ленбаха розташований на північно-західному кінці площі.

## Королівська площа в часи нацистського Третього Рейху
Як величне та масштабне місце, Королівська площа під час Третього Рейху використовувалась для масових зібрань нацистів. Brown House, національна штаб-квартира НСРПН в Німеччині був розташований за адресою Бріннерштрассе, 45, поруч з площею.
Два пам'ятні храми (нім. Ehrentempel) у суворому неогрецькому стилі були зведені на східному кінці площі, щоб підтримувати її загальну архітектуру; в них були переміщені рештки 16 нацистів, вбитих 1923 року під час Пивного путчу, для поклоніння як святим мученикам. Обидва храми були знищені армією США 1947 року, хоча їх фундаменти існують і досі. До цього часу збереглися дві будівлі, створені в часи нацизму архітектором Паулем Троостом поруч з храмами; в одній з них — Будинку Фюрера, 1938 року була підписана Мюнхенська угода. Сьогодні в цьому будинку розміщена Мюнхенська вища школа музики і театру.
Будинки, які оточують площу, сильно постраждали під час бомбардувань Мюнхену англо-американськими ВПС наприкінці Другої світової війни. Після війни площа була переважно відбудована у довоєнному вигляді.